# Wilhelm Götte
Wilhelm Julius Götte (* 12. November 1807 in Braunschweig; † 11. Dezember 1839 in Leipzig) war ein deutscher Philologe, Philosoph und Journalist, der zum Freundeskreis von Robert Schumann gehörte.

## Leben
Götte war der Sohn eines Bierbrauers. Nach dem Besuch des Braunschweiger Martineums studierte er von 1826 bis 1828 Philosophie an der Universität Leipzig und war in dieser Zeit Mitglied der Alten Leipziger Burschenschaft, deren Vorstandsmitglied und zeitweiser Sprecher er im Wintersemester 1827/28 war.
Dort lernte er 1828 Robert Schumann kennen und gehörte bald zu dessen engstem Freundeskreis. Am 13. Juli 1828 notierte Schumann in seinem Tagebuch: „Götte ist ein ungeheurer Mensch u. ich liebe ihn wie selten einen“. Im August desselben Jahres charakterisierte er Götte mit den Worten: „Götte ist ein wahrer Vulcan, aus dem weiter nichts als Hephäste u. Lavaströme steigen, welche zertrümmern u. verheeren; aber wenn die Lava ausgebrannt ist, so steht sie still u. crystallisirt sich u. wird ein schöner Spiegel seiner Seele u. zur festen Masse, auf welcher wir kühn fortschreiten können.“ Im Zuge der Demagogenverfolgung wurde er im Schwarzen Buch der Frankfurter Bundeszentralbehörde (Eintrag Nr. 547) festgehalten.
Nach seiner Leipziger Studentenzeit reiste er zusammen mit Leipziger Burschenschaftern nach Erlangen, Würzburg, Tübingen und Heidelberg.
1828 setzte Götte sein Studium an der Universität Göttingen fort, wo er 1830 zum Dr. phil. promoviert wurde.
Nach Aufenthalten in Braunschweig und Berlin, wo er vergeblich nach einer Anstellung suchte, wurde er 1837 Mitredakteur bei der im Leipziger Verlag Brockhaus erscheinenden Leipziger Allgemeinen Zeitung, dem Vorläufer der Deutschen Allgemeinen Zeitung. Im selben Jahr erneuerte er seine Bekanntschaft mit Robert Schumann.

## Werke
- Animadversiones in Xenophontis Librum de Republica Lacedaemonorium. Dissertation, Göttingen 1830 (Digitalisat)
- Velleius Paterculus, Römische Geschichte, übersetzt und kommentiert von Wilhelm Götte. Band 1, Stuttgart 1833 (Digitalisat)
- Das Delphische Orakel in seinem politischen, religiösen und sittlichen Einfluß auf die alte Welt. Leipzig 1839 (Digitalisat)
- Ueber den Ursprung der Todesstrafe. Leipzig 1839 (Digitalisat)
- Vorschule der Politik. Leipzig 1840 (Digitalisat)